# 植田希歩
植田 希歩（うえた のあ、2003年11月11日 - ）は、日本の女子バスケットボール選手である。ポジションはスモールフォワード。Wリーグの姫路イーグレッツ所属。

## 来歴
静岡県出身。
常葉大附属常葉中学校を経て常葉大附属常葉高校へ。常葉大常葉高校3年時は主将を務め、令和3年度高校総体静岡中部地区大会決勝では最多の26得点を挙げて地区大会優勝に貢献した。なお、2021年の高校総体静岡県大会の優勝は浜松開誠館中学校・高等学校で常葉大常葉は準優勝に終わっている。
2022年度よりWリーグに新規参入する姫路イーグレッツに新卒選手8人のうちの「唯一の高卒ルーキー」として加入。走力が武器として評価されているが守備に課題も残る。